# Theo van Lynden van Sandenburg
Constantijn Theodoor (Theo) van Lynden van Sandenburg (Utrecht, 24 febbraio 1826 – Nederlangbroek, 18 novembre 1885) è stato un politico olandese, primo ministro dei Paesi Bassi  dal 20 agosto 1879 al 23 aprile 1883.

## Biografia
Esponente del partito conservatore viene nominato Ministro del Culto del governo Van Zuylen van Nijevelt. In seguito ricopre la carica di Ministro della Giustizia nel governo guidato da Jan Heemskerk.
Nel 1882 il re Guglielmo III lo nomina conte.
Al termine della sua esperienza alla guida del governo viene nominato senatore.